# 岡山ミドリ
株式会社岡山ミドリ（おかやまみどり）は、医薬品・臨床検査試薬・保存血液・各種輸血・輸血セットの卸売を中心とする日本の企業であった。現在は、アルフレッサ ホールディングスグループの「ティーエスアルフレッサ株式会社」である。

## 会社概要
- 本社:岡山県岡山市北区天神町5-20
- 代表者:酒井忠（代表取締役社長）
- 資本金:4,000万円
- 従業員:6名
- 営業エリア:岡山市・玉野市・備前市

## 沿革
- 1961年（昭和36年）- 「岡山血液銀行株式会社」設立。資本金4,000万円。本社は岡山県岡山市千石。
- 1966年（昭和41年）4月 - 社名を「株式会社岡山ミドリ」に変更。
- 1969年（昭和44年）7月 - 広島県の「成和産業」（現：ティーエスアルフレッサ）に営業譲渡し「成和産業・岡山営業所」となる。

## 主な取引メーカー
- ミドリ十字